# Riccia billardieri
Riccia billardieri là một loài rêu trong họ Ricciaceae. Loài này được Mont. & Nees ex Gottsche, Lindenb. & Nees mô tả khoa học đầu tiên năm 1846.
Danh pháp khoa học của loài này chưa được làm sáng tỏ. 